# Devon (race bovine)
Pour les articles homonymes, voir Devon.
La devon est une race bovine britannique. Elle est différente de la south Devon, autre race britannique.

## Origine
Elle appartient au rameau des races bovines du littoral de la mer du Nord arrivé en Angleterre avec les Angles et les Saxons. Elle est en cela une cousine de la shorthorn. Elle a ensuite été croisée avec des races déjà présentes, élevée et sélectionnée dans le comté du Devon, au sud-ouest de l'Angleterre. Son origine pourrait toutefois être beaucoup plus ancienne. Les Romains ont décrit du bétail rouge qui aurait pu provenir du Moyen-Orient, introduit par les Phéniciens venus chercher de l'étain. Cette hypothèse expliquerait la bonne adaptation de cette race à la chaleur en dépit de plus de 2000 ans de sélection naturelle en pays humide et plus froid. 
Trois traités sur l'agriculture anglaise du XVIIIe siècle, donnent une description détaillé d'une race de vache rouge à la stature massive. À l'époque, l'homogénéité raciale est déjà établie. Elle serait à l'origine de l'hereford. En 1997, l'effectif représentait 2000 vaches et 85 taureaux dont 15 disponibles au catalogue de l'insémination artificielle.

Historiquement, c'est la première race bovine à avoir été élevée sur le sol des États-Unis. Son origine date des Pilgrim fathers, et sa présence est attestée dès 1627 par un acte de vente d'une vache rouge. La même année, un taureau et trois génisses rouges traversent l'Atlantique, provenant du Devon. 
Cette race a activement participé à la conquête de l'ouest : elle a tracté des chariots, nourri des familles des pionniers et les a aidé à mettre en valeur leurs 65 hectares attribués par le Homestead Act. Cette histoire a encouragé les chrétiens intégristes religieux américains à lui donner une résonance particulière: venue du Moyen-Orient puis amenée par les Pilgrim fathers, elle est parfois considérée comme la race du "peuple élu". Depuis, la race a été introduite dans les pays liés à la couronne britannique, en Australie et en Nouvelle-Zélande, puis en Amérique du Sud.
Durant le XXe siècle, la mécanisation du travail et l'usage de race laitières plus performantes conduisent à une évolution marquée de la sélection vers une race bouchère. Ses qualités de race musclée sont appréciées et son ancienne aptitude laitière est exploitée pour la nourriture des veaux. 
L'orientation vers une race purement bouchère a encouragé quelques éleveurs, aux États-Unis, à maintenir la mixité de la race. Depuis 1978, ils ont ouvert le registre généalogique d'une nouvelle race, la milking devon.

## Morphologie
Elle porte une robe rouge unie. Les nuances vont du brun châtain au rouge clair, mais c'est le rouge feu intense qui est le plus recherché. Elle porte des cornes en croissant, mais une lignée née sans cornes aux États-Unis a été sélectionnée et est élevée. Seules des mamelles plus claires sont tolérées, jamais les taches blanches. 
C'est une race de taille moyenne à silhouette massive. Les pattes sont courtes pour un tronc rond et musclé.

## Aptitudes
C'est actuellement une race essentiellement bouchère. Autrefois, elle était traite en Angleterre et un groupe d'éleveurs américains continuent à sélectionner leur groupe sur une aptitude mixte. Elle donne une viande savoureuse, et bien persillée. 
C'est une race réputée pour sa docilité, sa fertilité, sa rusticité, sa facilité de vêlage et son aptitude à s'adapter à des climats variés. Elle a une bonne aptitude à la marche et valorise bien toutes sortes d'herbages. En croisement, elle garde ses qualités et confère à sa descendance une belle conformation de carcasse. 